# Eunice Pontes
Eunice Souza Lima Pontes (1938) é uma linguista brasileira conhecida principalmente por seus trabalhos sobre a sintaxe do português. Foi orientada por Joaquim Mattoso Câmara Júnior, tendo sido professora da Universidade de Brasília e da Universidade Federal de Minas Gerais.

## Obras selecionadas
Livros
- Estrutura do verbo no português coloquial (1972)
- Verbos auxiliares em português (1973)
- Sujeito: da sintaxe ao discurso (1986)
- O tópico no português do Brasil (1987)
- Espaço e tempo na língua portuguesa (1992)

Artigos
- "A ordem VS em português" (1982)
- "Ordem VS em português: tentativa de explanação" (1983)
- "Topicalização e deslocamento para a esquerda" (1983)
- "Sujeito e tópico do discurso" (1985)
- "O 'continuum' língua oral e língua escrita: por uma nova concepção do ensino" (1988)